# LPG (음악 그룹)
LPG(Lovely Pretty Girls)는 대한민국의 트로트 걸그룹이다. 2005년 4인조로 데뷔하였으며, 2009년 멤버 전원이 탈퇴한 뒤 5인조로 재편했다. 약자 또한 1기의 약자는 'Long Pretty Girl'이었으나 2기의 약자는 'Lovely Pretty Girl'로 바뀌었다. 2013년에 3기에서 9인조로 바뀌었으나 2015년에 5명이 탈퇴하면서 4인조로 재정비함과 동시에 장르도 K-pop, 댄스 장르로 바꿔서 활동하였다. 2016년 해체되었다.

## 이전 구성원

### 1기 멤버
- 한영 (1981년생) 
  슈퍼 엘리트 모델 출신 
 리더, 서브보컬
- 연오 (1982년생) 
 미스코리아 출신 
 서브보컬
- 수아 (1983년생) 
 세계 베스트 모델 대회 출신 
 현재 이오타라는 이름으로 활동[1] 
리드보컬[2]
- 허윤아 (1983년생) 
 미스코리아 출신 
 메인보컬[3]

현재 트로트 가수 활동

### 2기 멤버
- 가연 - 2001년 3인조 여성그룹 걸프렌드 멤버로 활동
- 유미 - 1999년 4인조 여성그룹 F.O.X 멤버로 활동, 2001년 4인조 여성그룹 S 멤버로 활동, 마로니에걸즈 객원멤버 휘린으로 활동
- 세미 - 현 쇼핑 호스트
- 수연 (한수연) - 루씨(Lucy)라는 이름으로 활동 중
- 다은 - 2010년 탈퇴 후 배우로 활동 중
- 은별 - 혼성그룹 에이포스에서 활동. 2010년 합류.

### 3기 멤버
- 라희 - 배우 출신 드라마 강력반 (2011년 드라마)·부탁해요 캡틴 등, 연극 [Love Actually] 등 출연작 다수
- 리카 - 걸 그룹 에이프릴키스 멤버로 활동. 모델 및 교사 출신
- 라늬 - 가수 모델배우 출신 작사가

대한민국에 트로트 열풍이 불고 있는 가운데, 원조 트로트 걸그룹 LPG 출신 트롯돌 가수 라늬가 컴백했다 2018년에 첫 싱글앨범 `몽땅몽땅`` 앨범을 낸 후 더쇼 음악방송에서 솔로데뷔를 빛을 전하며 또한 몽땅몽땅  작사가로 참여하여 음악적인 가능성을 더욱더 보여줬다
이번 컴백곡은 LPG출신 가수 라늬가 활동했던 곡  빵야빵야로 라늬만의 해석으로 재편곡하여 새롭게 앨범을 선보인다. 기존곡의 경쾌함을 살리면서 라늬만의 재해석으로 선보이는 빵야빵야에 대한 대중의 기대가 크다.
트로트 열풍이 가열찬 요즘 원조 트로트 여신, 트롯돌 라늬의 컴백은 기대를 할 수밖에 없다. 라늬는 가수뿐만 아니라 모델, 연기 작사등 다양한 분야에서도 활발한 활동을 하고있으며
이번 몽땅몽땅 역시 빵야빵야에 이어 많은 인기를 누릴 것으로 기대된다. 신나는 퍼포먼스와 라늬만의 개성 넘치는 무대를 보여줄 예정이다. 이미 LPG 활동으로 인해 귀에 익은 노래이기에 더 흥겹고 쉽게 따라 부를 수 있기에 남녀노소 불문하고 많은 사랑을 받을 빵야빵야가 될 것으로 보여진다. 음반공개와 동시에 방송,행사등 다양한 활동을 펼칠 트로트계의 트롯돌 8등신 미녀 LPG라늬이다 또 최근 사랑의 떠나간 자리 음반발매 동시 이어 이번곡도 작사에 또 참여했다고 한다 꽃사랑 으로 많은 사랑받으며 행사 공연도 현재 활동중이다 방송 도 모델도 여러방면으로 LPG라늬가 왕성하게 활동 중이다 
- 유주
- 은지 - 서휘의 빈자리를 채워 활동함
- 서휘 - “효녀시대” 활동 중 탈퇴

## 발매 음반

### 1기 음반
| 앨범 번호 | 앨범 정보                                     | 트랙 리스트 |
| --------- | --------------------------------------------- | --- |
| 정규 1집  | Long Pretty Girl's - 발매일 : 2005년 8월 10일 | 1. 캉캉 2. 나쁜 남자 3. 이별모드 4. 연상의 여인 5. 내 마음 당신 곁으로 6. 첫차 7. 돌팔매 8. 마음 약해서 9. 남행 열차 10. 제3한강교 11. 이별여행 12. 캉캉 (Inst.)                                                     |
| 정규 2집  | LPG 2 - 발매일 : 2006년 9월 28일              | 1. 팔베게 2. 하필 3. 사랑에 사는 여자 4. 내 눈에 안경 5. 주루룩 6. 나를 봐 7. 사랑은... 8. 고무신 9. 한심한 여자 10. 몰라 난 몰라 11. 나쁜 남자 12. 여린 여자 13. 이별모드 14. 빨간마후라 (건전가요) 15. 팔베게 (MR) |
| 싱글 1집  | 1집 바다의 공주 - 발매일 : 2007년 7월 12일    | 1. 바다의 공주 2. 바다의 공주(club) 3. 바다의 왕자 4. 바다의 왕자 (Remix) 5. 바다의 왕자 (inst.) |
| 싱글 2집  | Winter Story - 발매일 : 2007년 12월 13일      | 1. 스키장 가는 길 2. 돌아와 이 겨울에 3. 사랑에 사는 여자 4. 스키장 가는 길 (Mix) 5. 돌아와 이 겨울에 (Mix) |

### 2기 음반
| 앨범 번호   | 앨범 정보                                     | 트랙 리스트 |
| ----------- | --------------------------------------------- | --- |
| 디지털 싱글 | 장동건 이효리 - 발매일 : 2009년 7월 10일      | 1. 장동건 이효리 |
| 정규 3집    | Lucky Girl - 발매일 : 2009년 8월 7일          | 1. 눈물젖은 두만강 2. 찔레꽃 3. Riverside 4. 장동건 이효리 5. Lucky Girl (Feat. 낯선) 6. 바다의 공주 7. 제3한강교 8. 남행열차 9. 첫차 10. Riverside (Inst.) 11. Lucky Girl (Inst.)                                                                           |
| 싱글 2집    | 사랑의 초인종 - 발매일 : 2010년 7월 1일       | 1. 사랑의 초인종 2. 사랑의 초인종 (트롯 Ver.) 3. 사랑의 초인종 (Inst.) 4. 사랑의 초인종 (트롯 Ver.) (Inst.) |
| 스페셜 앨범 | L.P.G. The Special - 발매일 : 2011년 1월 18일 | 1. 누나라서 미안해 2. 하필 3. 고무신 4. 주르룩 5. 나쁜 남자 6. 이별모드 7. 리버사이드 8. 한심한 여자 9. 내 눈에 안경 10. 몰라 난 몰라 11. 사랑의 초인종 (트롯 Ver.) 12. 사랑에 사는 여자 13. 첫차 14. 찔레꽃 15. 남행열차 16. 제 3한강교 17. 눈물젖은 두만강 |
| 디지털 싱글 | 앵그리 (Angry) - 발매일 : 2011년 3월 17일     | 1. 앵그리 2. 앵그리 (Inst.) |

### 3기 음반
| 앨범 번호 | 앨범 정보                           | 트랙 리스트 |
| --------- | ----------------------------------- | --- |
| EP 앨범   | 효녀시대 - 발매일 : 2013년 11월 9일 | 1. 효녀시대 2. 빵야빵야 3. 사랑의 KTX 4. 오빠 (원곡 왁스) 5. 사랑의 KTX (Dance Ver.) 6. 효녀시대 (Inst.) 7. 빵야빵야 (Inst.) 8. 사랑의 KTX (Inst.) 9. 오빠 (Inst.) |

| 앨범 번호 | 앨범 정보                              | 트랙 리스트                |
| --------- | -------------------------------------- | -------------------------- |
| 싱글 앨범 | 느림보 slow - 발매일 : 2015년 8월 21일 | 1. 느림보 2. 느림보(Inst.) |

### 참여 음반
- 2007년 조덕배 9집 《아홉번째 이야기》 - 말문이 막혀벼렸네 (1기 피처링)
- 2007년 KBS 드라마 《며느리 전성시대》 OST - CHU (1기)

## 음반 외 활동

### TV 프로그램 출연
- 2009년 KBS2 《출발드림팀 시즌 2》
- 2010년 MBC 《아이돌 스타 트로트 청백전》
- 2010년 MBC 《청춘 버라이어티 꽃다발》
- 2010년 온게임넷 《온게임넷 스페셜 - 방탈출3 리얼캠프》
- 2019년 Jtbc 《슈가맨》 LPG 1기 & 2기 LPG 3기 제외

### 영화
- 《아버지와 마리와 나》 (2008년)

### 홍보대사
- 2007년 10월 세이브더칠드런 홍보대사
- 2009년 12월 사회복지 공동모금회 홍보대사

## 주해
1. ↑  〈바다의 공주〉는 대한민국의 개그맨 박명수의 〈바다의 왕자〉를 리메이크한 곡이다.
2. ↑  〈앵그리〉는 2인조 밴드 욜란다 비 쿨(Yolanda Be Cool)과 디컵(Dcup)의 "We No Speak Americano"를 리메이크한 곡이다.